# Unkenreflex

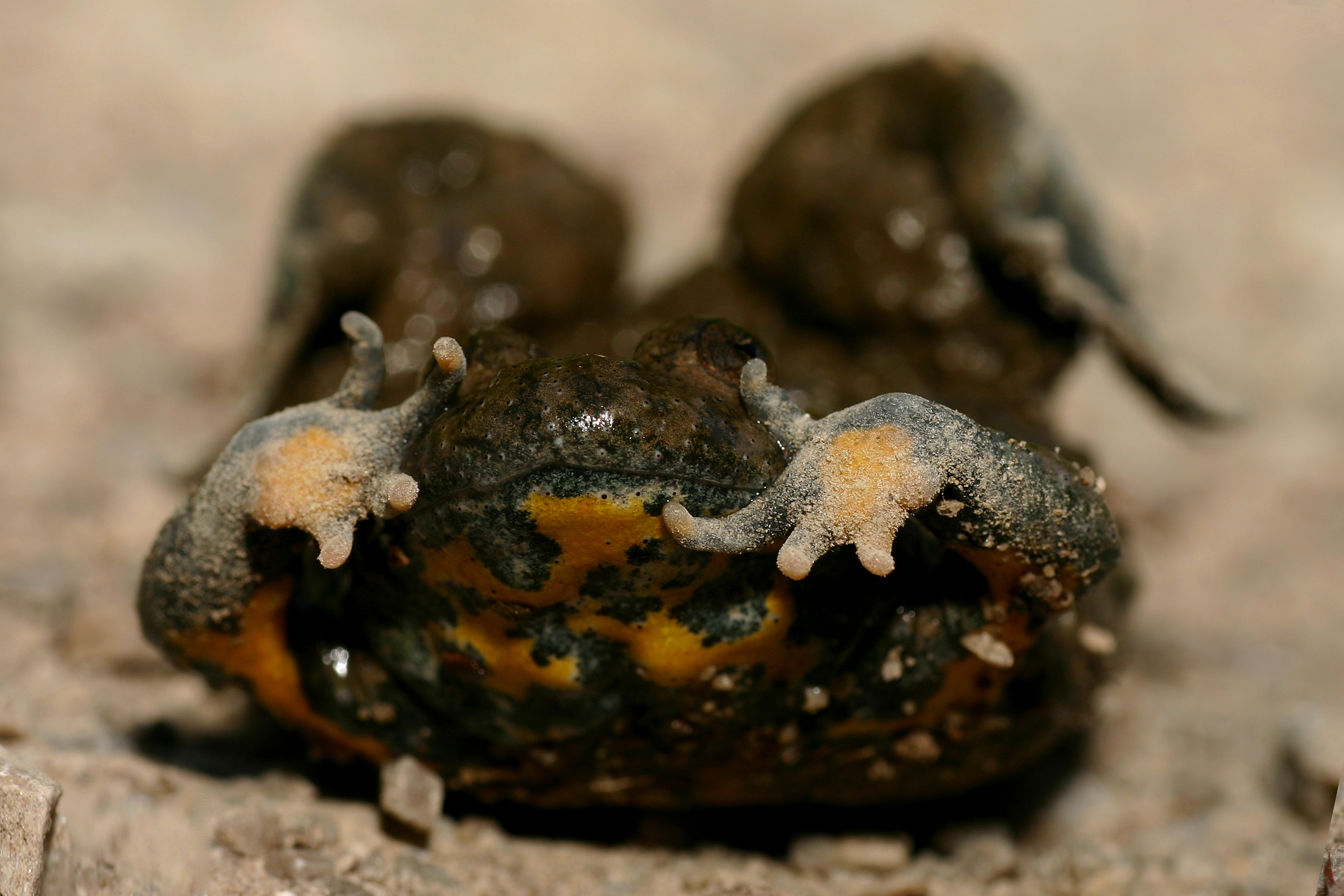
Unkenreflex van de geelbuikvuurpad (Bombina variegata).

De unkenreflex is een reflex die sommige amfibieën vertonen door bij verstoring de poten boven het lichaam te krommen, waardoor de felle buikkleuren van de onderzijde tevoorschijn komen. 
Het betreft altijd soorten met schrikkleuren op de buik zoals geel of rood, en camouflagekleuren aan de bovenzijde. Voorbeelden zijn Rhyacotriton cascadae en de brilsalamander (Salamandrina terdigitata). Deze laatste soort krult zijn staart boven het lichaam waarbij de rode onderzijde zichtbaar wordt. 
Het bekendst zijn echter de vuurbuikpadden uit het geslacht van de vuurbuikpadden (Bombina). Het woord unken komt uit het Duits en is afgeleid van Unkes, wat 'vuurbuikpadden' betekent. Het doel van deze reflex is een aanval af te wenden doordat de felle kleur de predator doet schrikken vanwege eerdere ervaringen met dergelijke kleuren. Vrijwel alle soorten smaken dan ook erg smerig of zijn giftig voor veel vijanden, waardoor deze het uit het hoofd laten er nog eens één op te eten. Vuurbuikpadden krommen de achterpoten zodat de felgekleurde vlekken aan de onderzijde tevoorschijn komen. Ook de voorpoten worden opgeheven en tegen de kop gedrukt zodat de onderzijde te zien is. Dit is een opmerkelijk gezicht omdat het dier de 'handen voor de ogen' lijkt te slaan.